# Chez Reavie

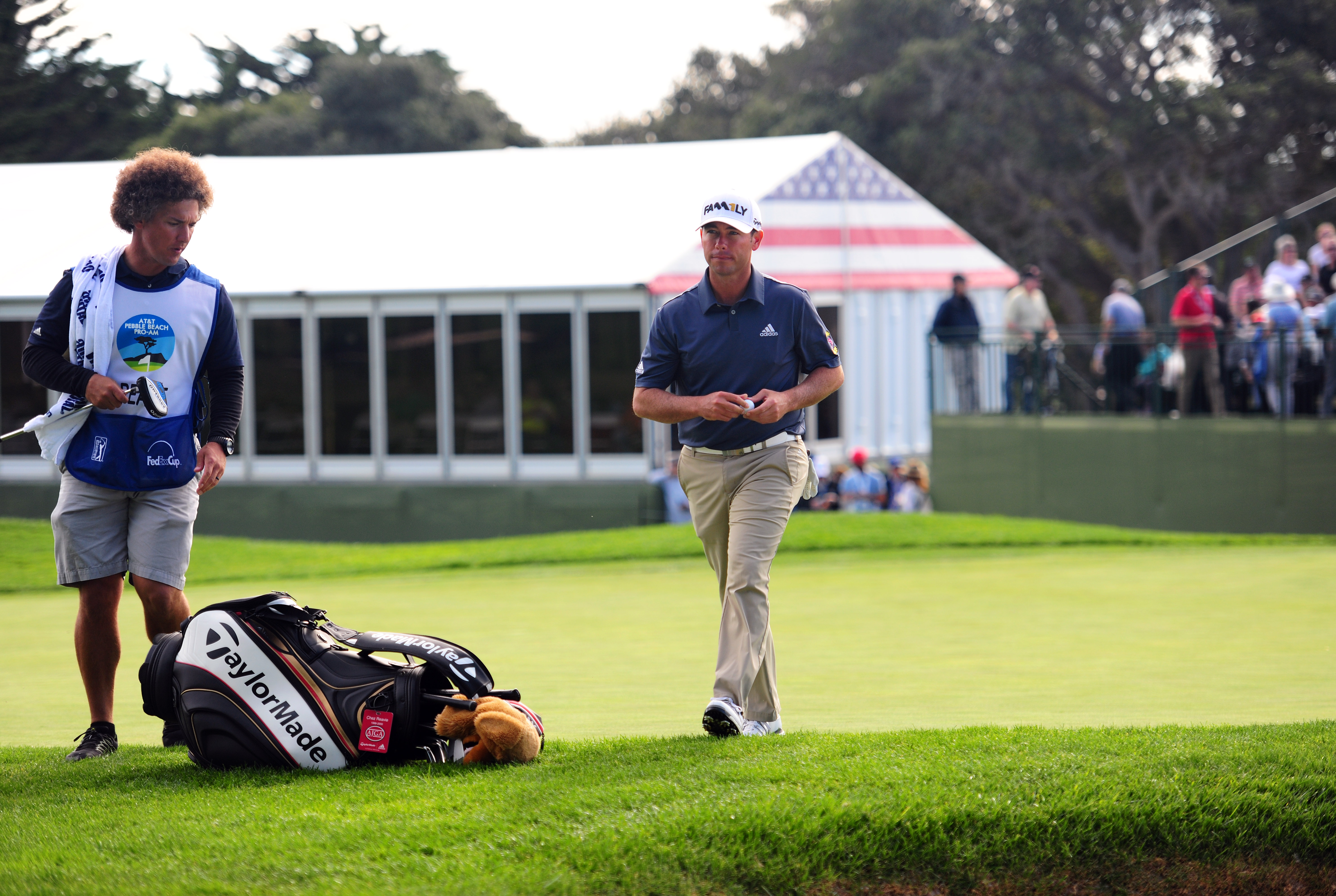
Chez Reavie

William Chez Reavie (Wichita (Kansas), 12 november 1981) is een Amerikaans golfspeler.

## Amateur
Reavie studeerde aan de Arizona State University van 2000-2004 en speelde college golf voor de Sun Devils, waar spelers als Phil Mickelson, Alejandro Cañizares en Paul Casey hem voorgingen.

### Gewonnen
- 2001: US Public Links

## Professional
Reavie werd in 2004 professional en speelde de eerste jaren op de Nationwide Tour. In 2005 behaalde hij daar zijn enige overwinning. In 2007 eindigde hij in de top-20 en promoveerde naar de Amerikaanse PGA Tour. Als rookie won hij het Canadees Open, waarna hij twee jaar speelrecht had op de PGA Tour. In 2010 moest hij aan een knie geopereerd worden, waardoor zijn speelrecht verlengd werd tot 13 toernooien in 2011. Hij eindigde hoog genoeg om toch 22 toernooien in 2011 te kunnen spelen. Hierna stond hij hoog genoeg om ook in de FedEx Cup play-offs te spelen. Hij heeft volledig speelrecht in 2012.

### Gewonnen

#### Nationwide Tour
- 2007: Knoxville Open

#### PGA Tour
- 2008: RBC Canadees Open (-17)